# Livello di transizione
Il livello di transizione è definito dall'ICAO come il più basso livello di volo utilizzabile al di sopra dell'altitudine di transizione ("The lowest flight level available for use above the transition altitude" DOC 4444 ATM/501, 1.1 definitions).
Il livello di transizione viene stabilito dagli enti ATS sulla base del QNH normalmente in modo che esista una separazione di almeno 1000 ft dall'altitudine di transizione.
Operativamente è attraversando il livello di transizione che, in fase di discesa, si passa dal regolaggio altimetrico standard, 1013.25 hPa, al QNH della stazione di riferimento.
La tabella viene utilizzata dagli enti ATS per calcolare il livello di transizione in base al QNH locale:
- livello di transizione = altitudine di transizione + 1000 quando QNH > 1013
- livello di transizione = altitudine di transizione + 1500 quando 995 < QNH <= 1013
- livello di transizione = altitudine di transizione + 2000 quando 977 < QNH <= 994
- livello di transizione = altitudine di transizione + 2500 quando QNH <= 977